# 拉翁唐
拉翁唐（法語：Lahontan，法語發音：[la.ɔ̃tɑ̃]）是法国大西洋比利牛斯省的一个市镇，位于该省北部偏西，和朗德省接壤，属于波城区。

## 地理
拉翁唐（43°31'49"N, 0°58'3"W）面积14.64 平方千米，位于法国新阿基坦大区大西洋比利牛斯省，该省份为法国东南部省份，涵盖了贝阿恩与北巴斯克，西临大西洋比斯開灣，北至朗德省，东北接热尔省，东临上比利牛斯省，南与西班牙接壤。
与拉翁唐接壤的市镇（或旧市镇、城区）包括：阿巴斯、拉巴蒂、圣克里克迪加沃、索尔德拉拜、贝洛克、卡雷斯-卡萨贝、皮约、萨利斯德贝阿恩。
拉翁唐的时区为UTC+01:00、UTC+02:00（夏令时）。

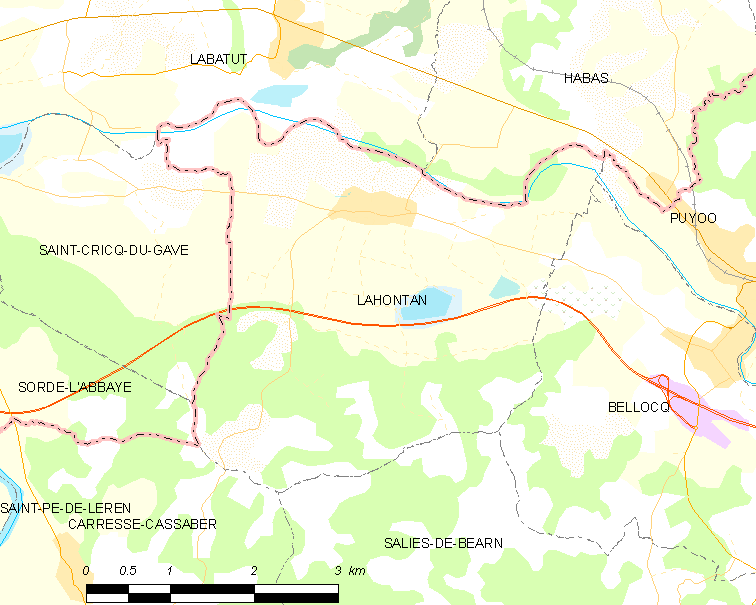
拉翁唐的OSM定位图

## 行政
拉翁唐的邮政编码为64270，INSEE市镇编码为64305。

## 政治
拉翁唐所属的省级选区为奥尔泰兹-激流与盐之地县。

## 交通
法国国家A64号高速公路经过境内但未设出入口。大西洋比利牛斯省省道D29线、D329线和D429线在市中心交汇。

## 人口

1962-2008年间拉翁唐人口变化图示

拉翁唐于2022年1月1日时的人口数量为531人。